# فيروس بدء التشغيل

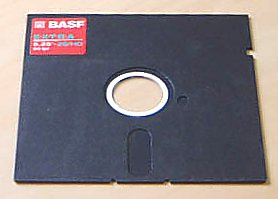

فيروس بدء التشغيل (بالإنجليزية: Boot Virus)‏ هو نوع من فيروسات الحاسوب يُصيب نظام بدء التشغيل. حيث يحتاج الكمبيوتر عند تشغيله إلى تعليمات خاصة داخلية لمعرفة مكونات الجهاز وحجم ومكان وجودها، وهي توجد عادة في ملفات تدعى ملفات النظام (System Files)، التي تحتوي على البرامج الخاصة ببدء التشغيل.[بحاجة لمصدر]  ويقوم هذا النوع من الفيروسات بالتسلل إلى القطاع الخاص ببرنامج الإقلاع على القرص (قطاع الإقلاع)، وإتلاف محتوياته والعبث بها، ما يؤدي إلى تعطل عملية الإقلاع.
ويعتبر أيضا الذي ينشط في منطقة نظام التشغيل وهو من أخطر أنواع الفيروسات حيث أنه يمنعك من تشغيل الجهاز.

## الانتقال
الطريقة الأكثر شيوعًا لانتقال هذا الفيروس هي من خلال الوسائط الماديَّة. على سبيل المثال، عند توصيل محرك أقراص الناقل التسلسلي العام محمول أو قرص مرن مُصاب بالفيروس بجهاز الكمبيوتر، سيتعدَّل سجل إقلاع القسم (VBR) لهذا القرص. حيثُ أنَّ الفيروس سينتقل إلى القرص الخارجي ثُمَّ يستبدل رمز الإقلاع الأصلي أو يعدِّلهُ.